# Palazzi di Grosseto

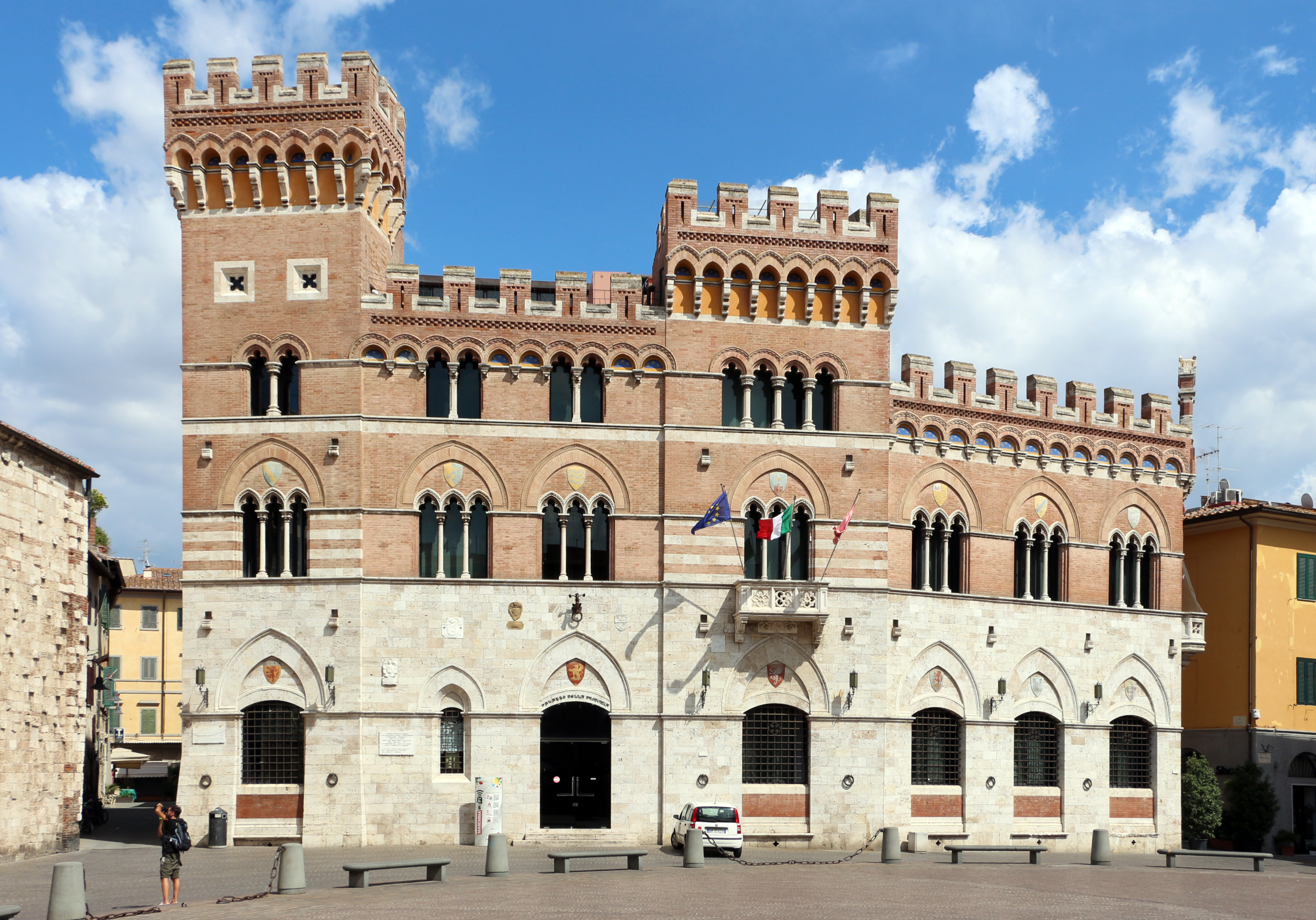
Palazzo Aldobrandeschi (o della Provincia)

La città di Grosseto è ricca di palazzi di interesse storico e architettonico, nel centro storico propriamente detto, nell'area urbana al di fuori delle mura e nelle varie frazioni.

## Centro storico

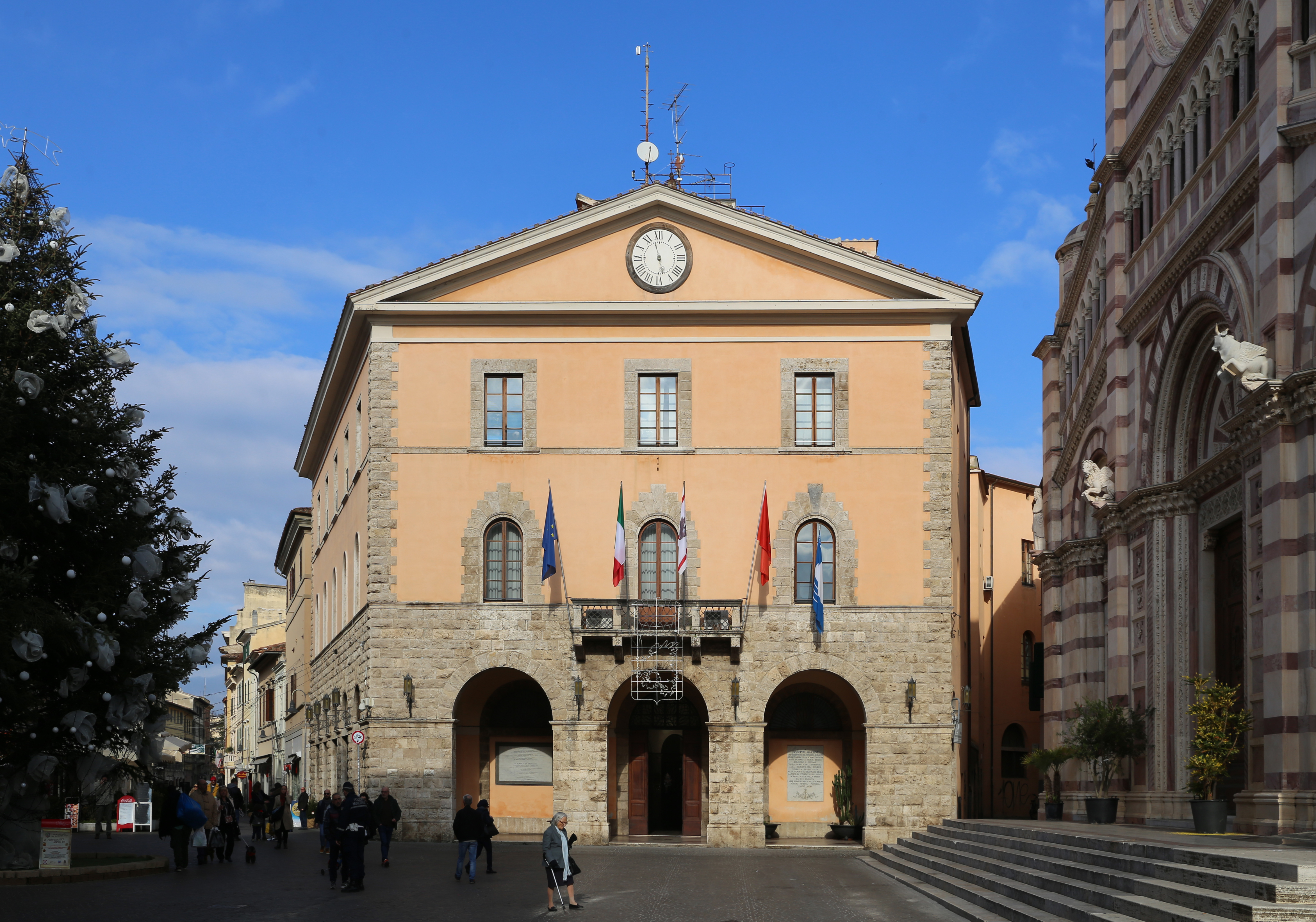
Il palazzo comunale

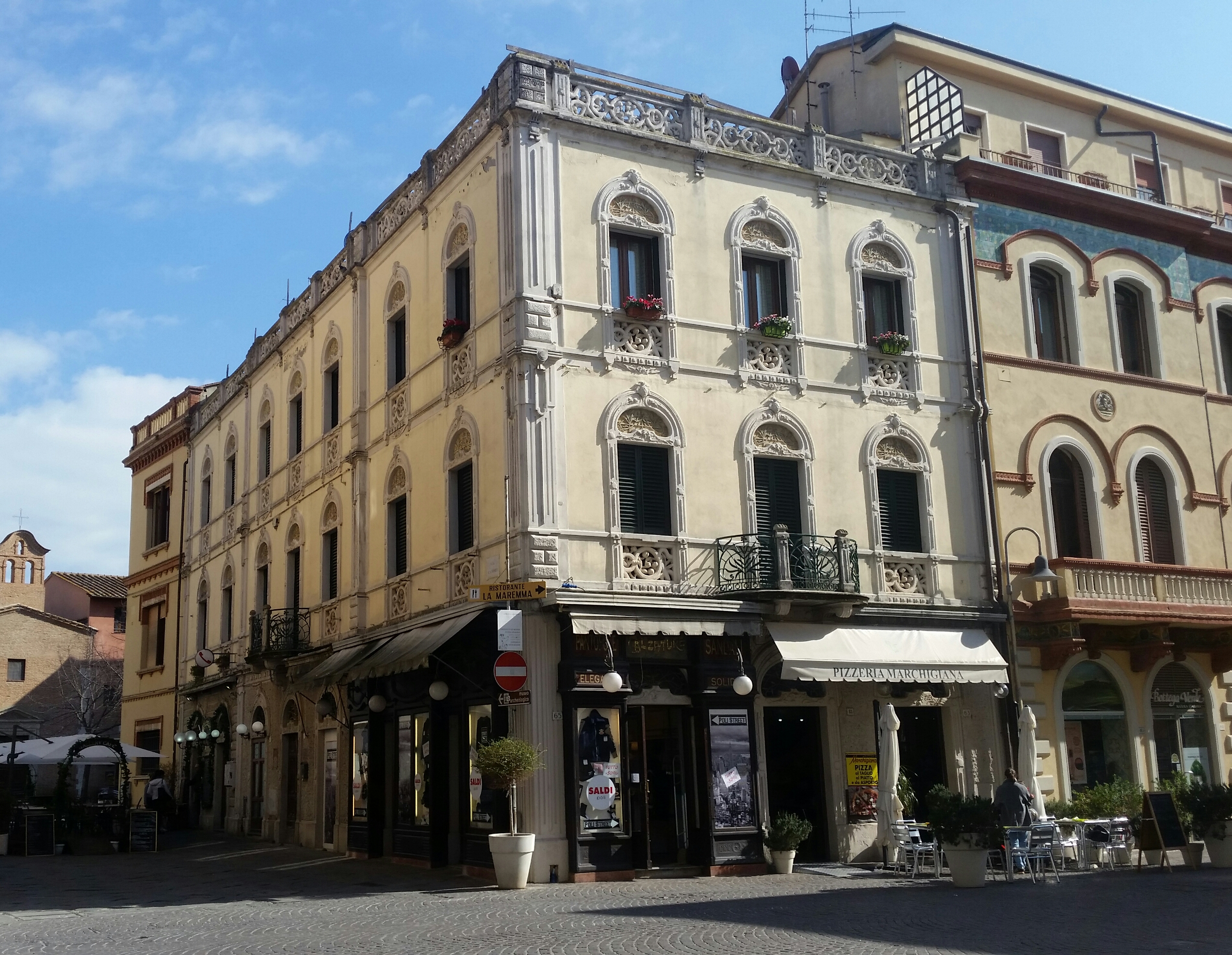
Palazzo Tognetti

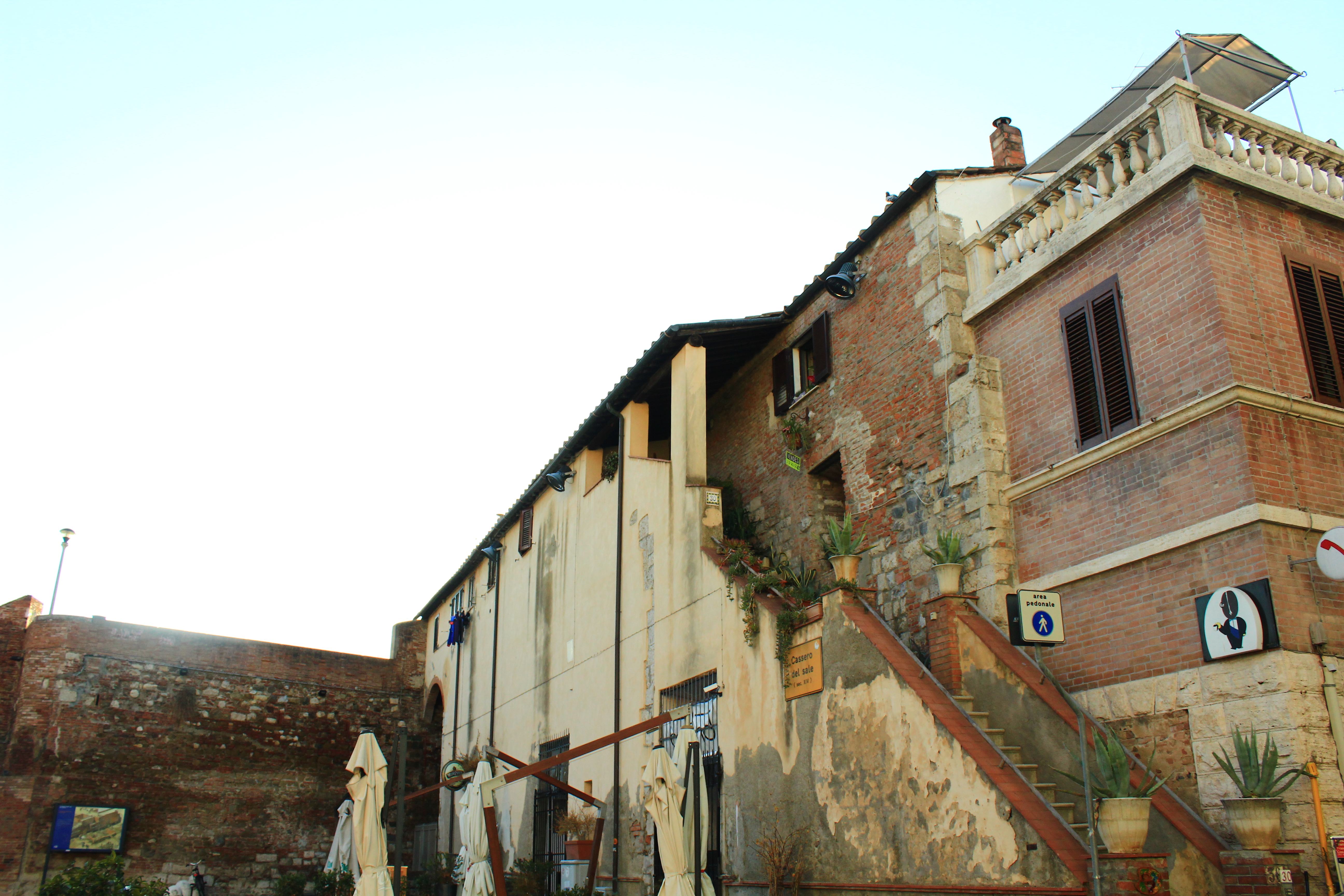
Il cassero del sale

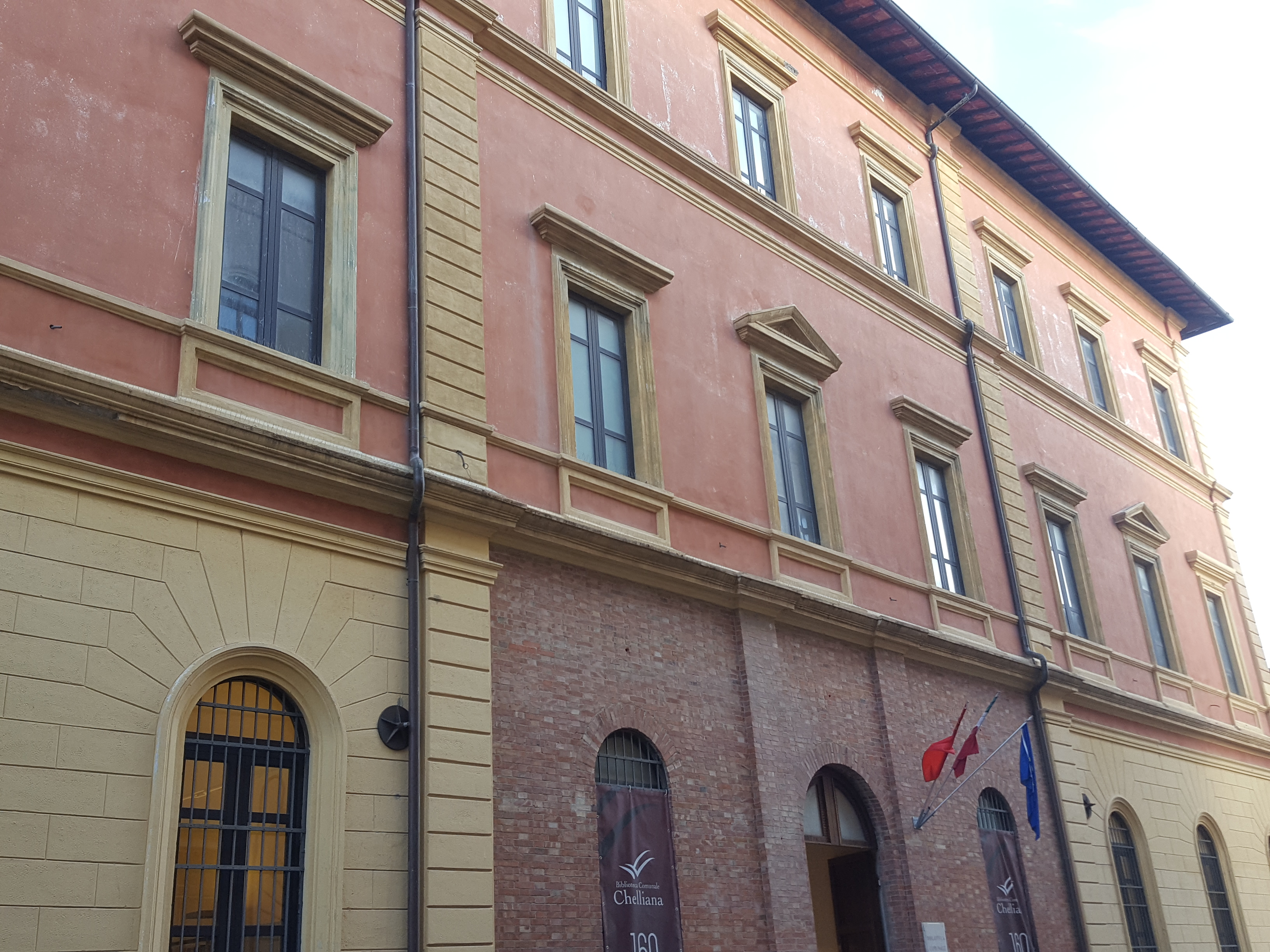
Palazzo Mensini

Palazzo Aldobrandeschi
Il palazzo Aldobrandeschi, o palazzo della Provincia, è situato in piazza Dante e ospita la sede della Provincia di Grosseto. L'edificio è stato costruito a partire dal 5 aprile 1900, dopo la demolizione del palazzo pretorio, avvenuta nell'autunno dell'anno precedente. Il progetto è stato realizzato dall'architetto Lorenzo Porciatti, con alcune modifiche effettuate a lavori in corso da Guglielmo Calderini. L'edificio, in stile neogotico che richiama gli elementi stilistici del medioevo senese, è stato inaugurato il 31 maggio 1903.
Palazzo Berti
Palazzo Berti, poi Marcucci, situato tra corso Carducci e via Bertani, fu costruito nel 1894 su progetto dell'ingegnere Giuseppe Luciani. Fu sede del Caffè Greco, noto come ritrovo di anarchici socialisti, che venne bruciato dai fascisti nei primi anni venti. Successivamente, l'intera proprietà passò ai Martinelli, che vi aprirono il Caffè Martinelli.

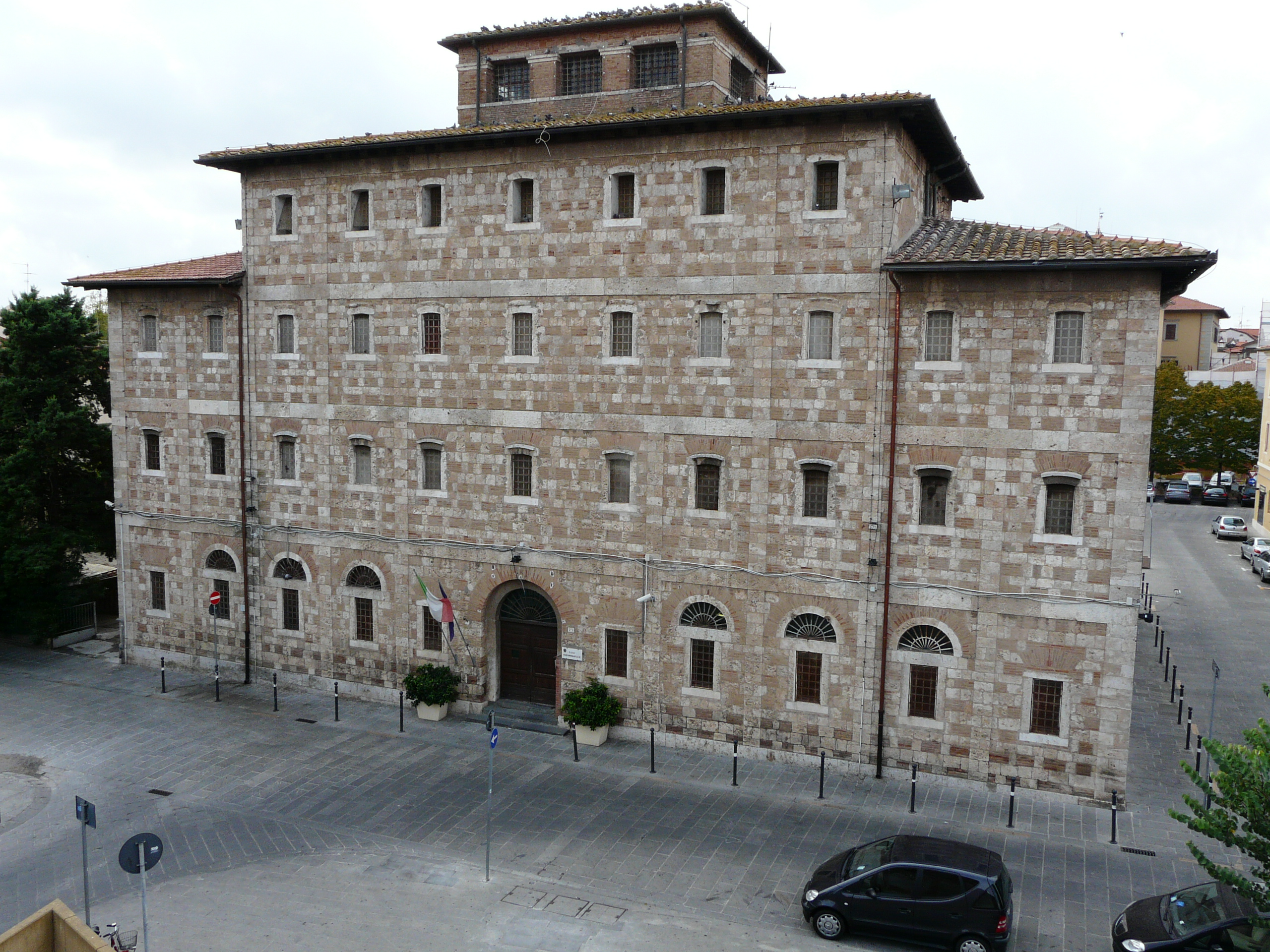
Il carcere di Grosseto

Palazzo Cappelli
Palazzo Cappelli è situato tra corso Carducci e via Cairoli, fu edificato nel 1903 su progetto di Giuseppe Luciani, dopo la demolizione delle casette settecentesche situate sul lato sinistro della chiesa di San Pietro. Si presenta in stile neoclassico.
Palazzo Carmignani
Il palazzo Carmignani è situato all'angolo tra piazza del Sale, strada Ricasoli e via Mazzini. È stato realizzato nel 1921, frutto di una ristrutturazione di un edificio precedente, su progetto dell'architetto Ivaldo Reggiani, e si presenta a pianta trapezoidale. Si contraddistingue per le decorazioni in stile liberty e per gli arredi originari che ancora si conservano all'interno della Calzoleria Popolare ospitata al pian terreno dello stabile.

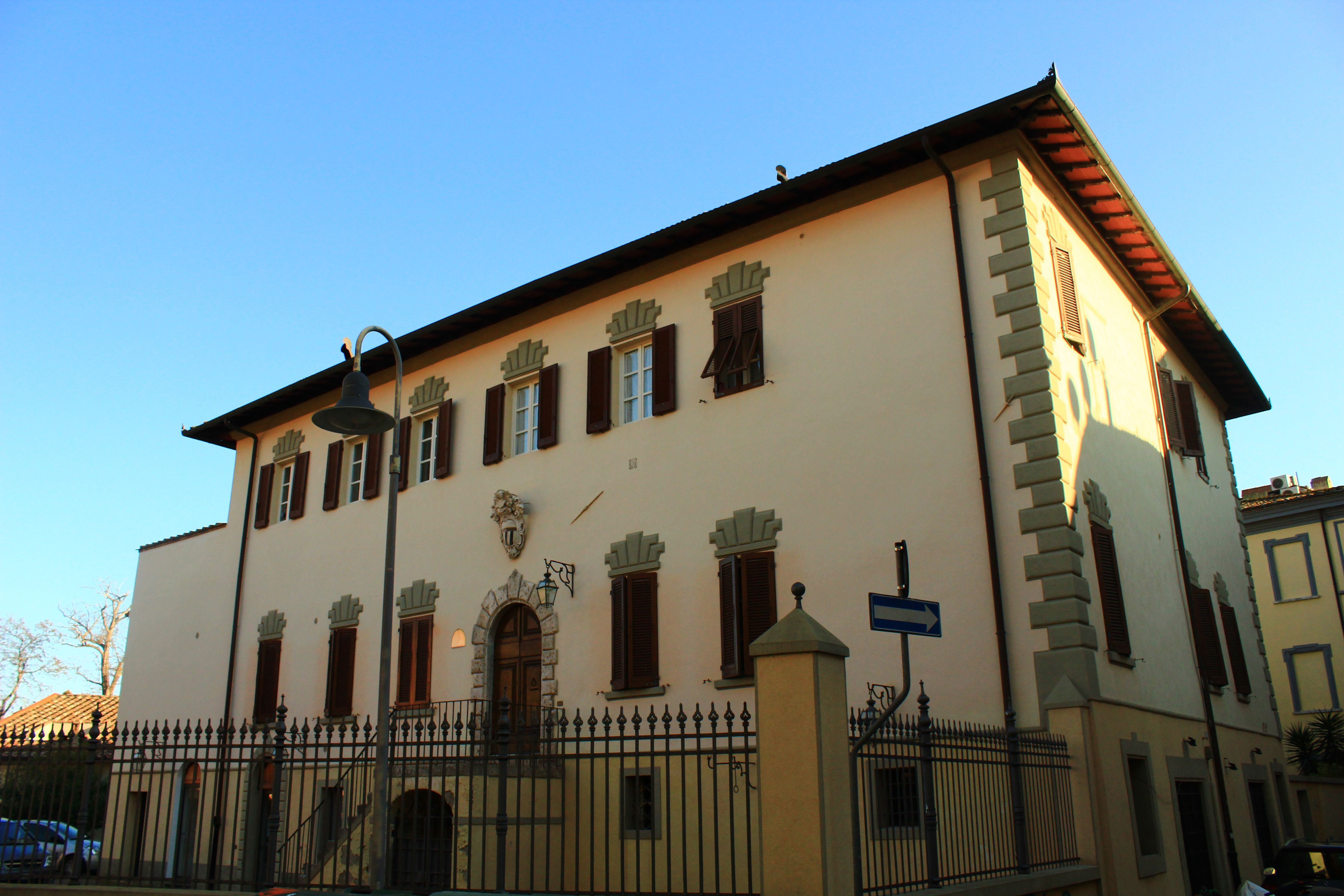
Palazzo Chiarini
Palazzo Chiarini è ubicato in via dell'Unione e risale al XVII secolo. L'edificio si articola su tre livelli, con portale d'ingresso ad arco tondo al piano rialzato sovrastato da uno stemma araldico.
Palazzo Comunale
Il palazzo Comunale è situato sul lato settentrionale di piazza Duomo. Ospita la giunta, il consiglio e gli uffici amministrativi del Comune di Grosseto. L'edificio è stato realizzato a partire dal 1867 su progetto di Giovanni Clive, in uno stile neorinascimentale. Sullo stesso sito sorgeva in precedenza l'antica chiesa di San Giovanni decollato, già sconsacrata ed adibita a magazzino prima della sua demolizione.

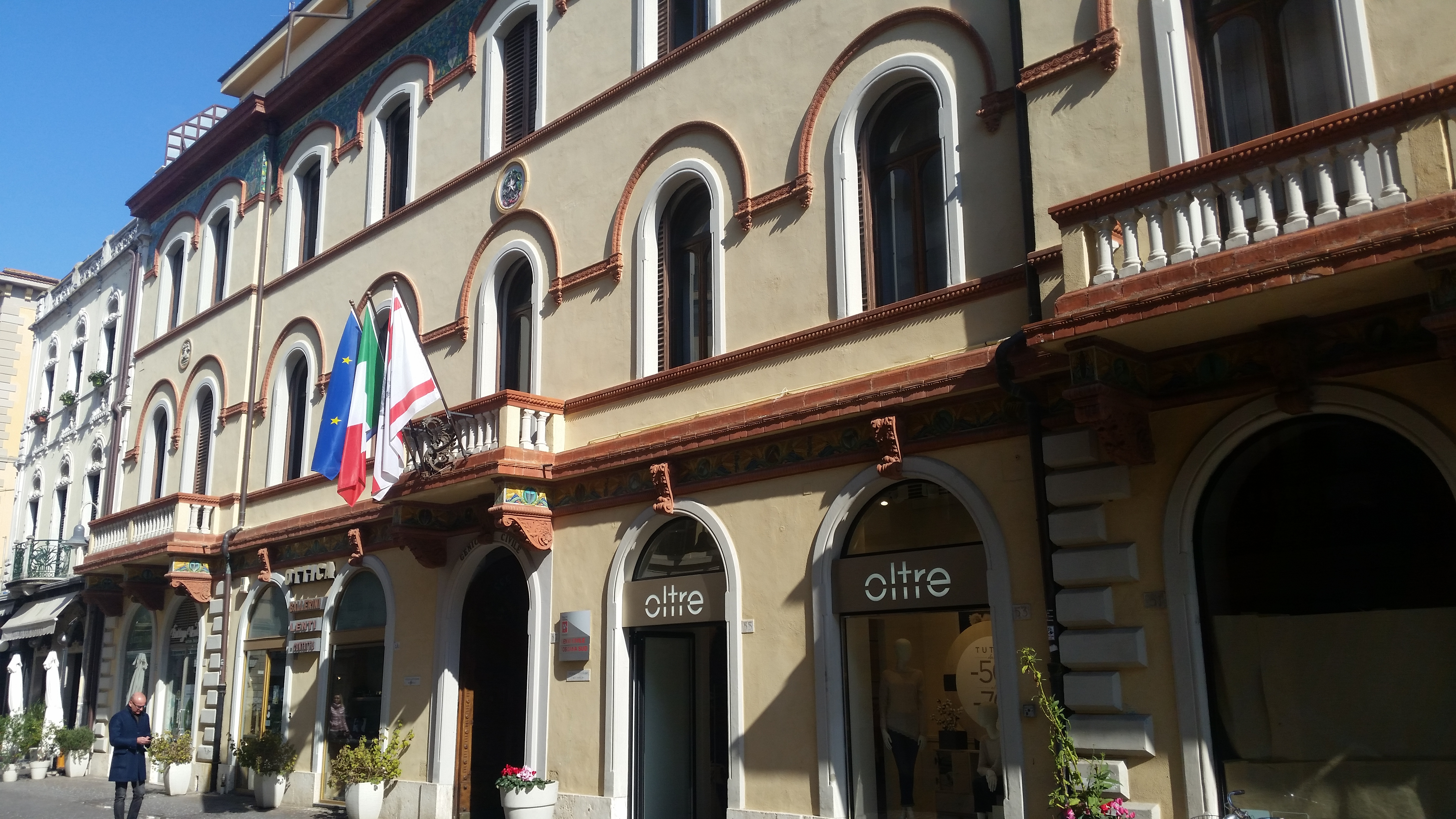
Il palazzo del Genio Civile

Palazzo del Genio Civile
Il palazzo del Genio Civile, situato lungo corso Carducci, ospita gli uffici del genio civile, ed è stato inaugurato nel gennaio 1911. Nel 1929 viene realizzato un primo ampliamento, su progetto dell'ingegner Corrado Costa, che comporta la realizzazione del fronte posteriore, differenziato stilisticamente rispetto alla facciata. Nel 1952 si realizza, su progetto dell'ingegnere Ramella, il quarto piano dell'immobile, arretrato rispetto al filo stradale. L'edificio si presenta decorato in uno stile liberty.
Palazzo delle Regie scuole
Il palazzo delle Regie scuole, situato in via Mazzini, è stato costruito nel 1888 ad opera di Giuseppe Luciani, e fino al 1923 è stata sede, oltre delle scuole elementari, anche della scuola normale magistrale femminile. Ospita la scuola elementare "Gino Tombari".
Palazzo dell'ex convento
Il palazzo dell'ex convento, edificio quattrocentesco originariamente adibito a struttura convenutale non meglio identificata, si trova nei pressi di Porta Vecchia, affacciandosi col prospetto principale su piazza Manescalchi e coi prospetti laterali su via San Martino e su via Saffi.

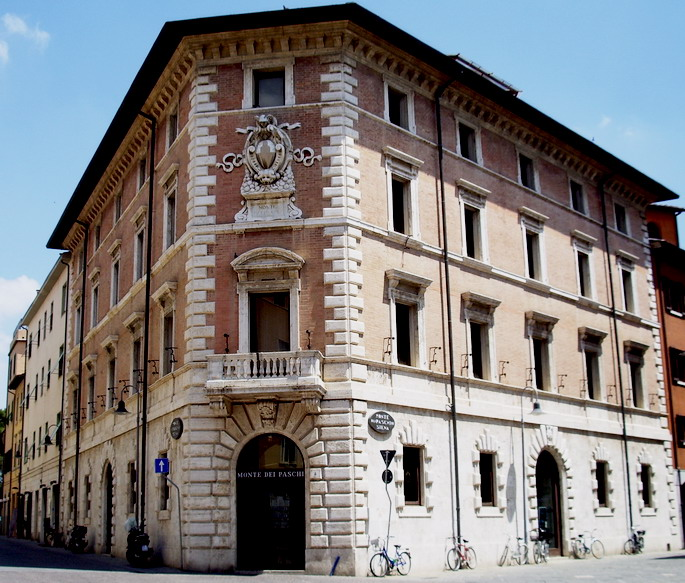
Il palazzo del Monte dei Paschi

Palazzo del Monte dei Paschi di Siena
Il palazzo del Monte dei Paschi, situato all'angolo tra la piazzetta Montedeipaschi, via Saffi e via Montebello, fu costruito nel 1912 su progetto dell'architetto Vittorio Mariani di Siena per ospitare la sede centrale grossetana della storica banca senese. Si presenta in stile neogotico.
Palazzo Giomi
Palazzo Giomi, situato tra via Manin e via Mazzini, è stato costruito nel 1921 su progetto di Sergio Manescalchi per i fratelli Giomi, proprietari di un mulino e pastificio sulla via Castiglionese.
Palazzo Mensini
Palazzo Mensini, situato in via Mazzini, è stato inaugurato il 21 aprile 1898 come sede del seminario voluto dal vescovo Giovanni Domenico Mensini, ma ben presto finì per adempire ad altre funzioni. Costituisce la storica sede della Biblioteca comunale Chelliana.
Palazzo Moschini
Palazzo Moschini, situato in piazza Socci, è un edificio di origini medievali, restaurato in epoca rinascimentale e ristrutturato completamente nel corso del XIX secolo per ospitare le poste centrali. Dal 1980 ospita la sede dell'Archivio di Stato di Grosseto.
Palazzo Pallini
Palazzo Pallini, imponente edificio che si affaccia su Corso Carducci e sulla piazzetta detta del Montedeipaschi, di fronte Porta Nuova, fu costruito nella prima metà del XVIII e completamente ristrutturato tra la fine dell'XIX e i primi del XX secolo, mentre venivano effettuati i lavori di allargamento del corso. Chiamato precedentemente Palazzo Ferri, verso la fine del XIX secolo vi ebbe sede la Croce d'Oro, poi spostata nel palazzo appositamente costruito in via Mazzini. Passata la proprietà ad Arturo Pallini, l'edificio fu ristrutturato e decorato con motivi liberty.
Palazzo Stefanopoli-Porciatti
Il palazzo Stefanopoli-Porciatti, situato lungo via Ginori, è di origini rinascimentali e fu proprietà nel XVIII secolo della casata greca degli Stephanopoulos, italianizzato in Stefanopoli, successivamente imparentati con i Porciatti. L'edificio è stato restaurato tra il 2004 e il 2006.
Palazzo Stella d'Italia
Il palazzo Stella d'Italia è situato in via Garibaldi all'altezza di piazza Mensini, ed è stato realizzato nel 1890 sopra una struttura settecentesca. Ha ospitato l'albergo "Stella d'Italia". Ha subito interventi di ristrutturazione nel 1934, per opera dell'ingegner Ernesto Ganelli, e nel 2018.
Palazzo Tognetti
Palazzo Tognetti, situato lungo Corso Carducci, all'angolo con via Cairoli, è stato realizzato per conto dei fratelli Tognetti, proprietari di un'agenzia giornalistica, su progetto dell'ingegnere Giuseppe Luciani nel 1910. Si tratta di uno dei massimi esempi di liberty a Grosseto.
Palazzo Vescovile
Il palazzo Vescovile è situato in Corso Carducci e ospita gli uffici e la curia della diocesi di Grosseto. L'edificio si presenta in stile neoclassico e deve il suo aspetto attuale ad una serie di interventi di ristrutturazione, voluti dall'allora vescovo Giovanni Battista Bagalà Blasini, completati nel 1927. Altri interventi sono stati realizzati durante gli anni sessanta dello stesso secolo.
Carcere di Grosseto
Il carcere di Grosseto è situato in via Saffi. Si tratta di un imponente edificio, costruito tra il 1855 e il 1858.
Casa del Fascio
La Casa del Fascio, situata in piazza del Popolo, è stata costruita nel 1925 dal governo fascista per ospitare la sede locale del Partito Nazionale Fascista. L'edificio si presenta come un complesso a pianta rettangolare, con al centro la possente torre a sezione quadrata con orologio che si innalza sul centro storico caratterizzato da abitazioni basse. Ospita la sede della Guardia di Finanza.

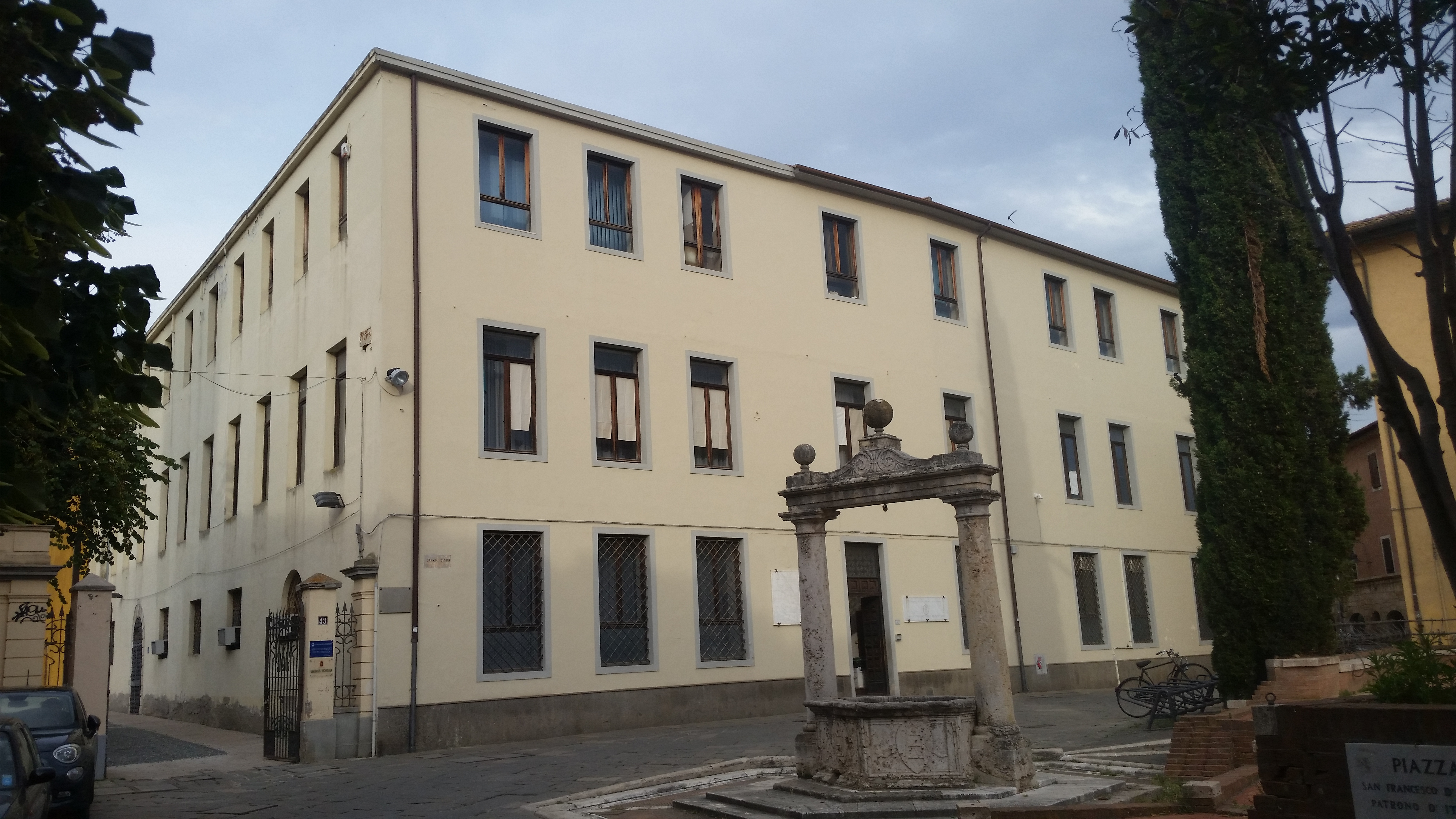
L'ex ospedale della Misericordia

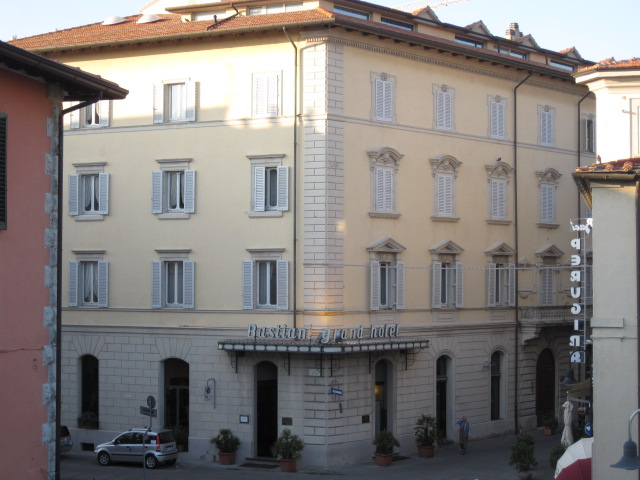
Il Grand Hotel Bastiani

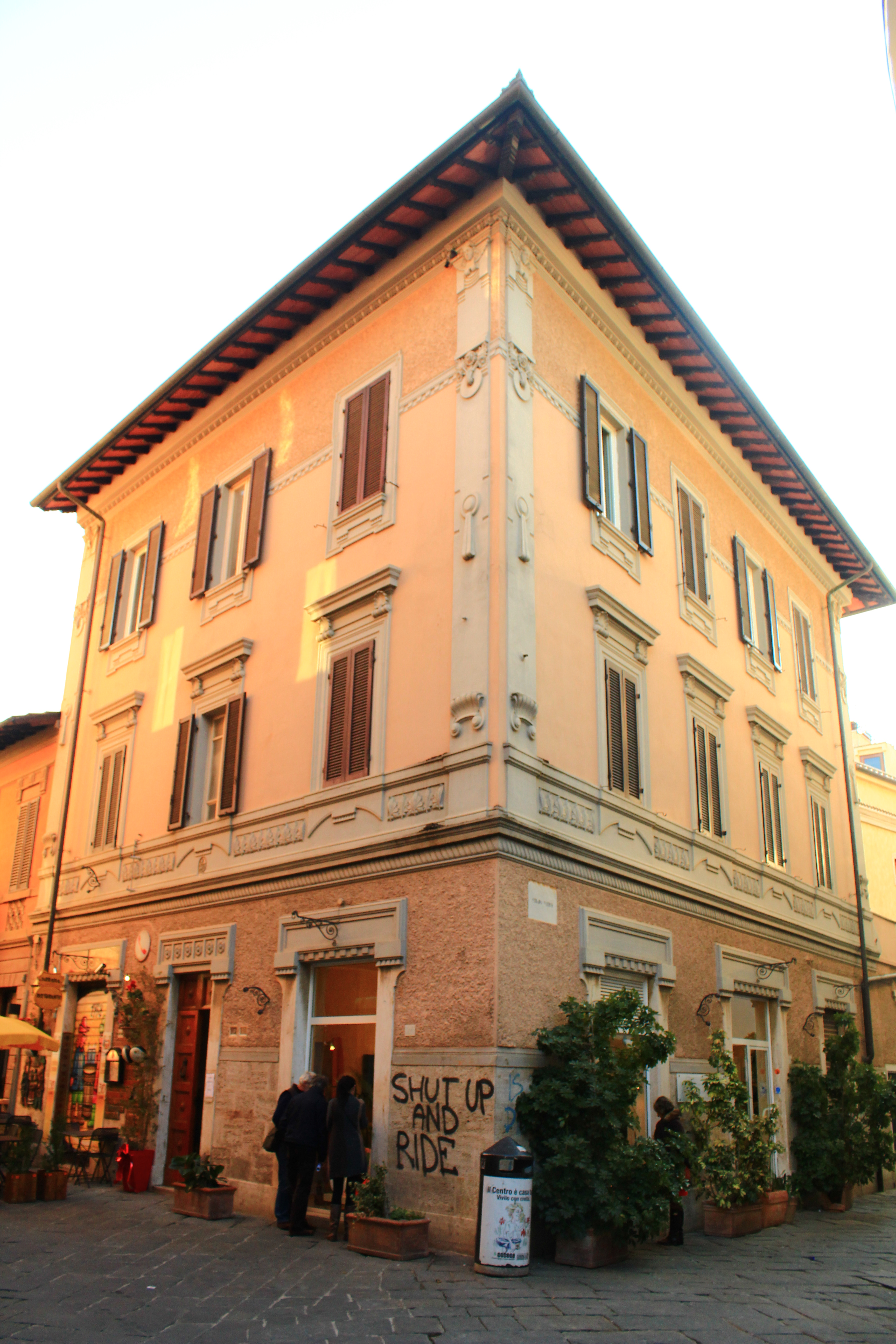
Il villino Magrassi

Cassero del Sale
Il cassero del sale è stato costruito nel XIII secolo come punto di raccolta e di distribuzione del sale che veniva estratto lungo la costa. L'aspetto è dovuto a numerosi interventi iniziati nel XVI secolo quando vi furono addossate le mura medicee e continuati in età moderna con l'aggiunta di una scala esterna di accesso al primo piano. Nella piazza sono visibili i resti del "nuovo cassero del sale" realizzato dai senesi nel XIV secolo per affiancare quello più antico. Durante il dominio mediceo l'edificio fu distrutto, ma una delle quattro pareti fu però risparmiata per essere inglobata nella nuova cortina muraria.

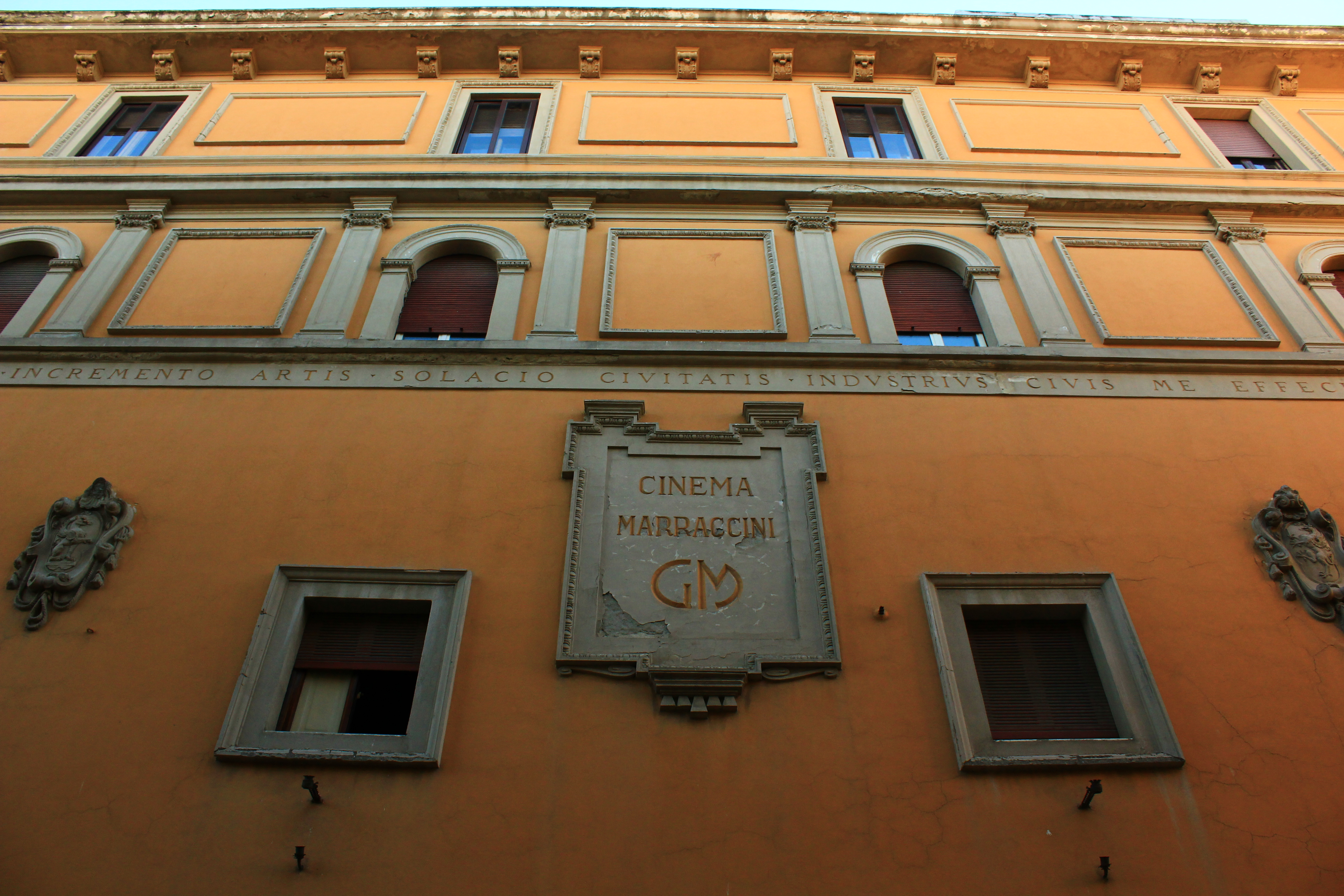
Cinema Marraccini
Ex storico cinema cittadino, già Cinema Savoia, inaugurato nel 1926 da Giovanni Marraccini. L'imponente struttura è stata progettata dall'ingegnere Renato della Rocca.
Ex albergo diurno
L'ex albergo diurno, situato in via Mazzini all'altezza del bastione Garibaldi, è stato realizzato nel 1936 su progetto dell'ingegnere Umberto Tombari. Dopo essere rimasto per decenni in stato di abbandono, nel 2013 è stato oggetto di restauro.
Ex asilo infantile Vittorio Emanuele
Il palazzo ottocentesco dell'ex asilo infantile Vittorio Emanuele è situato tra via dell'Unione e strada Corsini, e ospita dal 2009 il Museo di storia naturale della Maremma. L'asilo, inaugurato il 9 gennaio 1879, era la prima scuola materna laica di Grosseto. Dopo la chiusura della scuola, il palazzo andò incontro a un periodo di degrado, fino a quando venne individuato dal Comune come sede del museo.
Ex ospedale della Misericordia
L'ex ospedale della Misericordia è situato in strada Ginori; l'edificio principale ospita il Polo Universitario Grossetano, mentre il retro e le ali posteriori dell'edificio che danno su via Saffi sono sede dell'ufficio anagrafe comunale. La presenza di un ospedale a Grosseto è documentata sin dal XIII secolo. Il complesso nel 1787 fu profondamente ristrutturato e ampliato: in questo periodo venne conferita la denominazione di spedale del Beato San Giovanni Battista, successivamente cambiata in ospedale della Misericordia. Un'altra importante ristrutturazione fu effettuata nel 1848. La cancellata in ferro battuto è opera di Ivaldo Reggiani. Il vecchio ospedale chiuse negli anni sessanta del XX secolo, quando fu trasferito in un'area periferica della città.
Ex palazzo della Banca d'Italia
L'ex palazzo della Banca d'Italia, affacciato sul lato meridionale di piazza Socci e lungo il Corso Carducci, è stato ristrutturato agli inizi del XX secolo per ospitare la sede provinciale della Banca d'Italia, trasferita fuori delle mura alla fine degli anni settanta in un complesso più moderno e funzionale.
Ex palazzo del Tribunale
Costruito intorno al 1870 come sede degli uffici del Tribunale civile e correzionale e della regia Procura e Pretura, il palazzo disponeva di un unico accesso che dava su strada Vinzaglio, di fronte al camminamento coperto che metteva in comunicazione il prospiciente ex convento delle Clarisse con l'ospedale Misericordia. Nel 1892 vennero ultimati i lavori della piazza, realizzata di lato al palazzo dove sorgevano alcuni terreni adibiti a orti; per l'occasione venne aperto un nuovo ingresso sulla facciata, che si presentava così regolare e continua lungo il lato meridionale della piazza. Dopo la costruzione del moderno palazzo di giustizia (1964) fuori dal centro storico, dal 1975 l'edificio ospita il Museo archeologico e d'arte della Maremma.
Grand Hotel Bastiani
Il Grand Hotel Bastiani, imponente edificio in stile neorinascimentale risalente ai primi anni del XX secolo, è lo storico albergo di Grosseto ed è situato su piazza Gioberti all'angolo tra via Manin e via Mazzini, all'interno delle mura di fronte Porta Corsica.
Palazzetto Gigli
Il palazzetto Gigli, situato in piazzetta Innocenzo II, di fianco al duomo, è stato dimora dei vescovi di Grosseto nel corso del XVI secolo. Si presenta decorato in stile eclettico.
Villino Magrassi
Il villino Magrassi, situato in via Vinzaglio, è stato realizzato tra il 1927 e il 1928 su progetto dell'architetto Francesco Pistelli.
Villino Mazzoncini
Il villino Mazzoncini, situata all'angolo con piazza San Michele, di fianco al Grand Hotel Bastiani e di fronte al Teatro degli Industri, è un'elegante villa urbana realizzata dalla famiglia Mazzoncini agli inizi del XX secolo in stile neoclassico.

## Area urbana

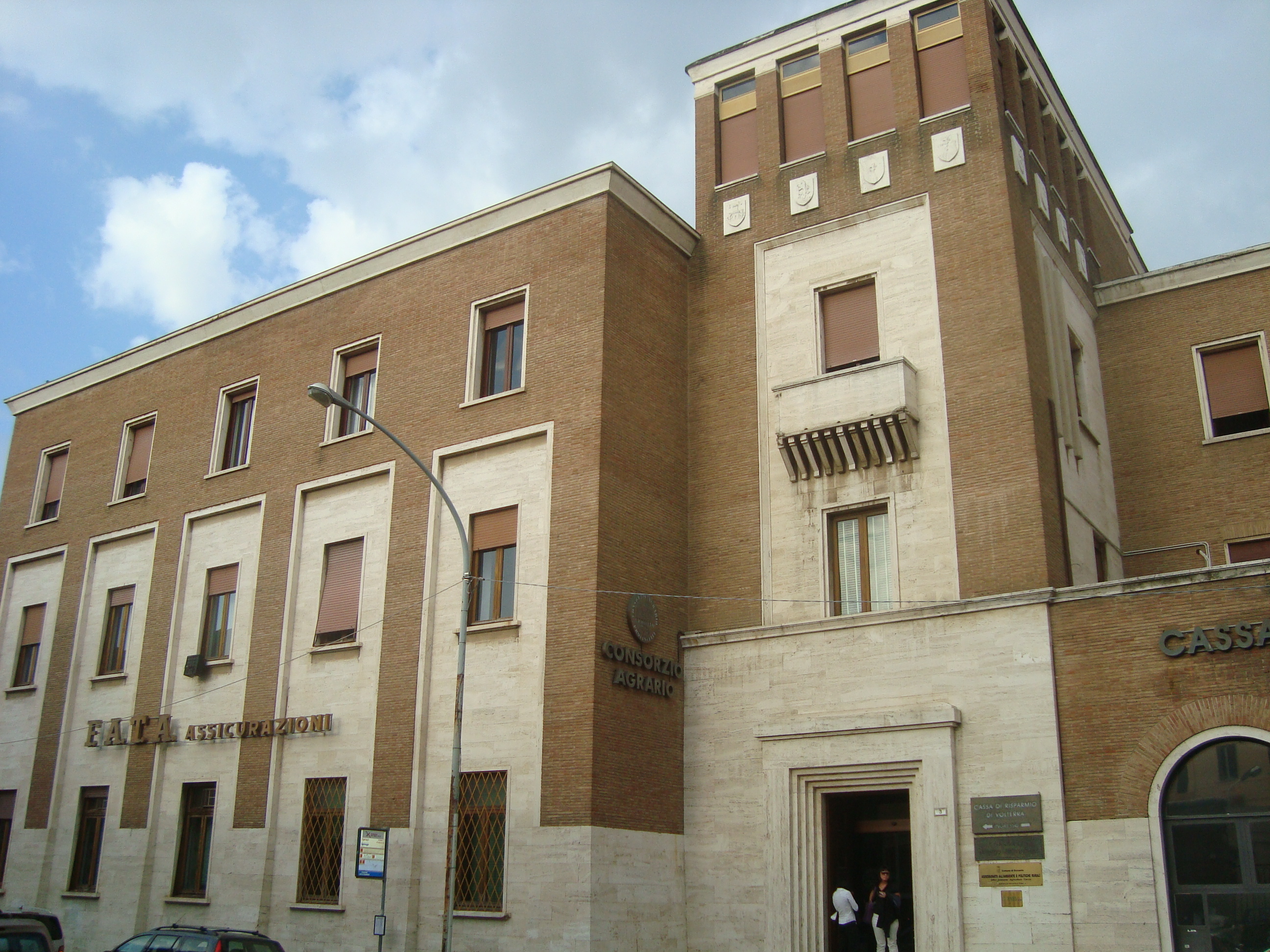
Il Consorzio agrario provinciale

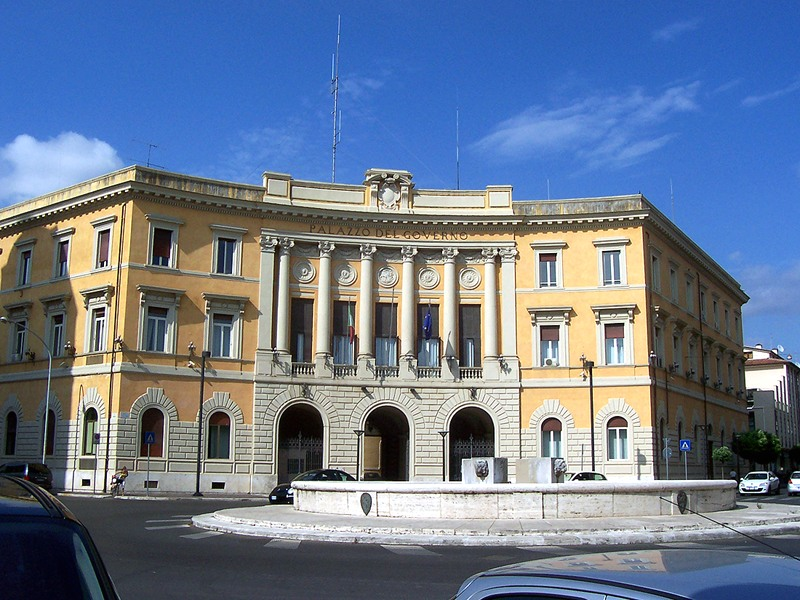
Il palazzo del Governo

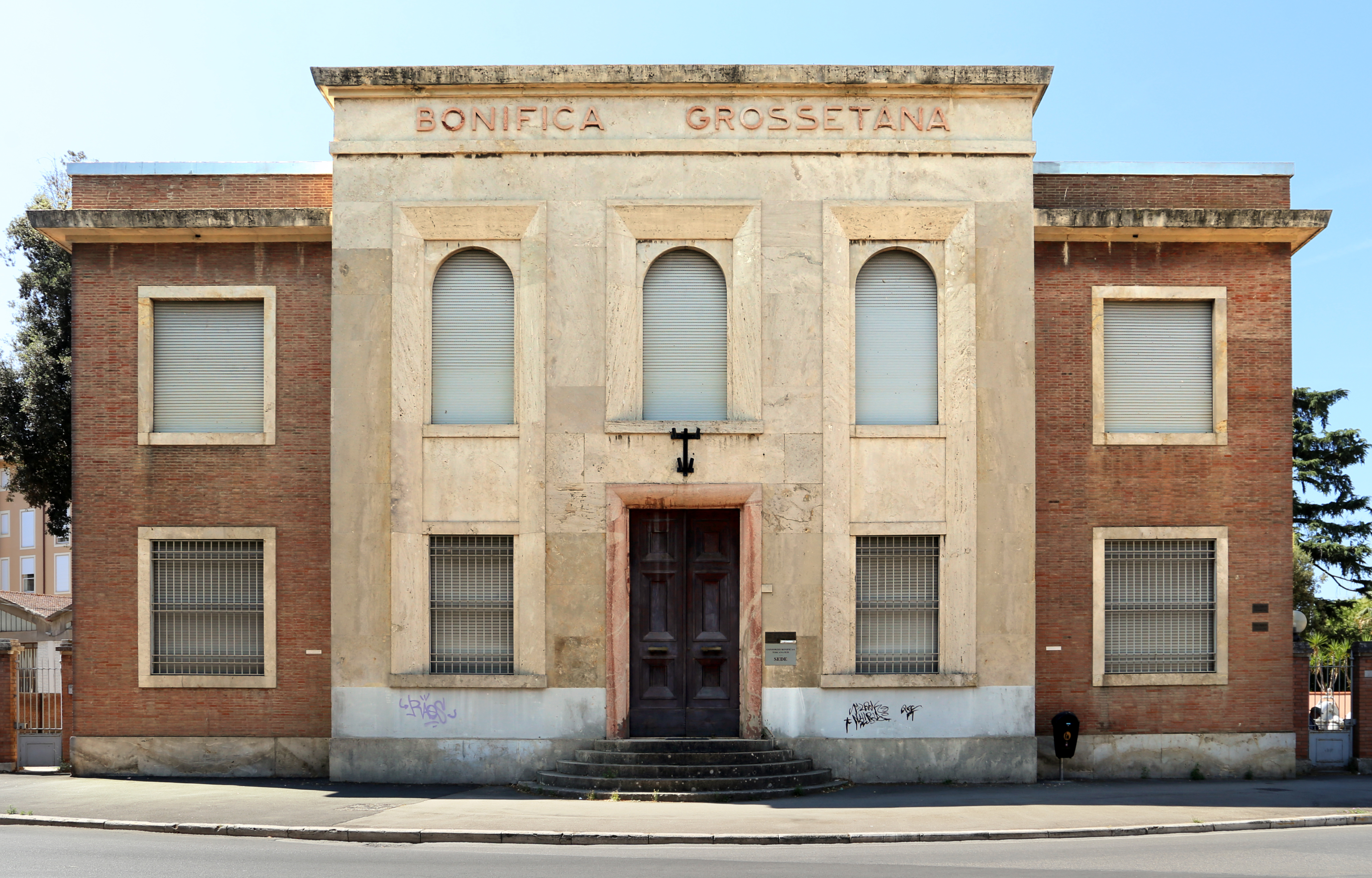
Il palazzo della Bonifica Grossetana

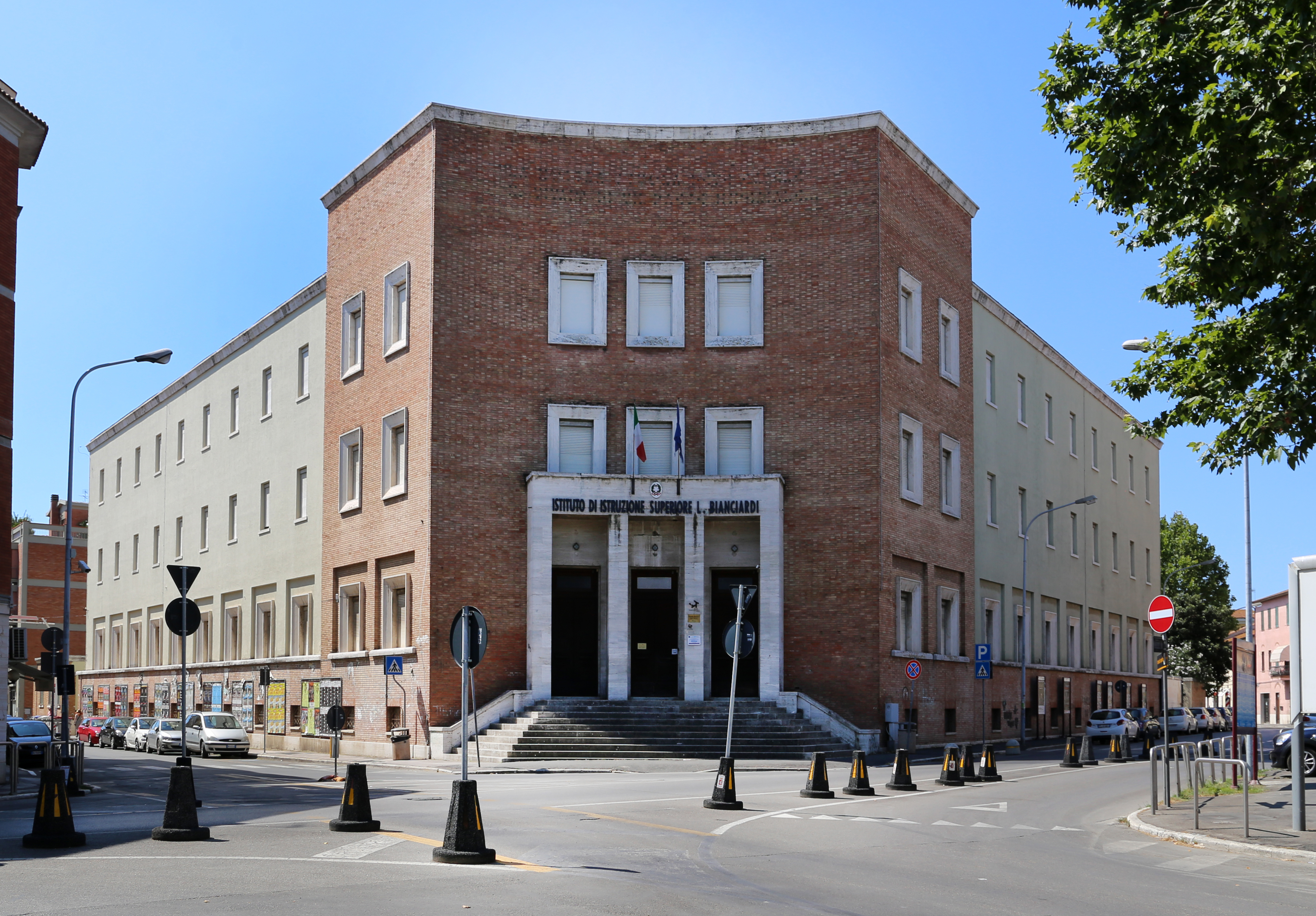
L'ex Regia scuola tecnica industriale

Palazzo del Consorzio agrario
Il palazzo del Consorzio agrario provinciale, situato lungo via Roma, è stato costruito tra il 1938 e il 1940 su progetto dell'ingegnere Umberto Tombari.
Palazzo del Governo
Il palazzo del Governo è situato in piazza Rosselli (o piazza della Vasca). Si tratta di un imponente edificio in stile neorinascimentale, risultato di una nutrita serie di progetti redatti a partire dal 1917. Costruito tra il 1922 e il 1927 su progetto definitivo dell'architetto Vittorio Mariani, chiamato a sostituire il progetto di Vincenzo Fasolo, ospita la Prefettura. Architettura-simbolo del potere centrale, in aperto contrasto con le istanze del nascente razionalismo, il palazzo del Governo adotta un linguaggio architettonico rigidamente neoclassicista dispiegato su una volumetria rigorosa e compatta.
Palazzo della Bonifica Grossetana
Il palazzo della Bonifica Grossetana, situato in viale Ximenes, è sede del Consorzio di bonifica 6 Toscana Sud ed è stato costruito tra il 1935 e il 1937, su progetto di Aldo Moretti.
Palazzo della Regia scuola tecnica industriale
Palazzo della Regia scuola tecnica industriale, situato in piazza De Maria, è stato progettato dall'ingegnere Umberto Tombari e costruito nel 1940 sul luogo dove sorgevano le vecchie officine Nesti&Magni, subito fuori Porta Vecchia. L'edificio ospita il liceo di istruzione superiore Luciano Bianciardi.
Palazzo delle Poste
Il palazzo delle Poste è situato sulla piazza tra via Roma e viale Matteotti, ed è stato realizzato tra il 1929 e il 1932 su progetto dell'architetto Angiolo Mazzoni. Si presenta nel tipico stile razionalista del periodo fascista. L'inaugurazione dell'edificio alla presenza del re avvenne il 13 novembre 1932.
Palazzo di Giustizia
Il palazzo di Giustizia, situato in piazza Fabbrini, è stato realizzato tra il 1960 e il 1964 su progetto di Giuseppe Giorgio Gori e Rosario Vernuccio.
Complesso polifunzionale Cosimini
Il complesso polifunzionale Cosimini è situato su piazza della Vasca tra via Bonghi e viale Matteotti e si tratta di un edificio di stampo funzionalista realizzato nel 1978 dall'architetto Ludovico Quaroni. Per la sua costruzione fu demolito nel 1970 il neoclassico palazzo Cosimini.
Edificio scolastico di viale Brigate Partigiane
Edificio scolastico di viale Brigate Partigiane, è un valido esempio di architettura contemporanea realizzato nel 1961 per opera di Giorgio Giuseppe Gori e Rosario Vernuccio.
Ex regia scuola normale magistrale e convitto
Il palazzo dell'ex regia scuola normale magistrale è situato tra viale Oberdan e via IV Novembre ed è stato realizzato tra il 1920 e il 1923 su progetto dell'ingegnere Giuseppe Luciani per ospitare la scuola magistrale. Il palazzo si presenta come un imponente edificio costituito da tre distinti corpi di fabbrica addossati tra loro: la facciata principale convessa e le ali laterali a pianta rettangolare. Il complesso presenta elementi stilistici che rievocano il gusto neorinascimentale, disponendosi su tre livelli.

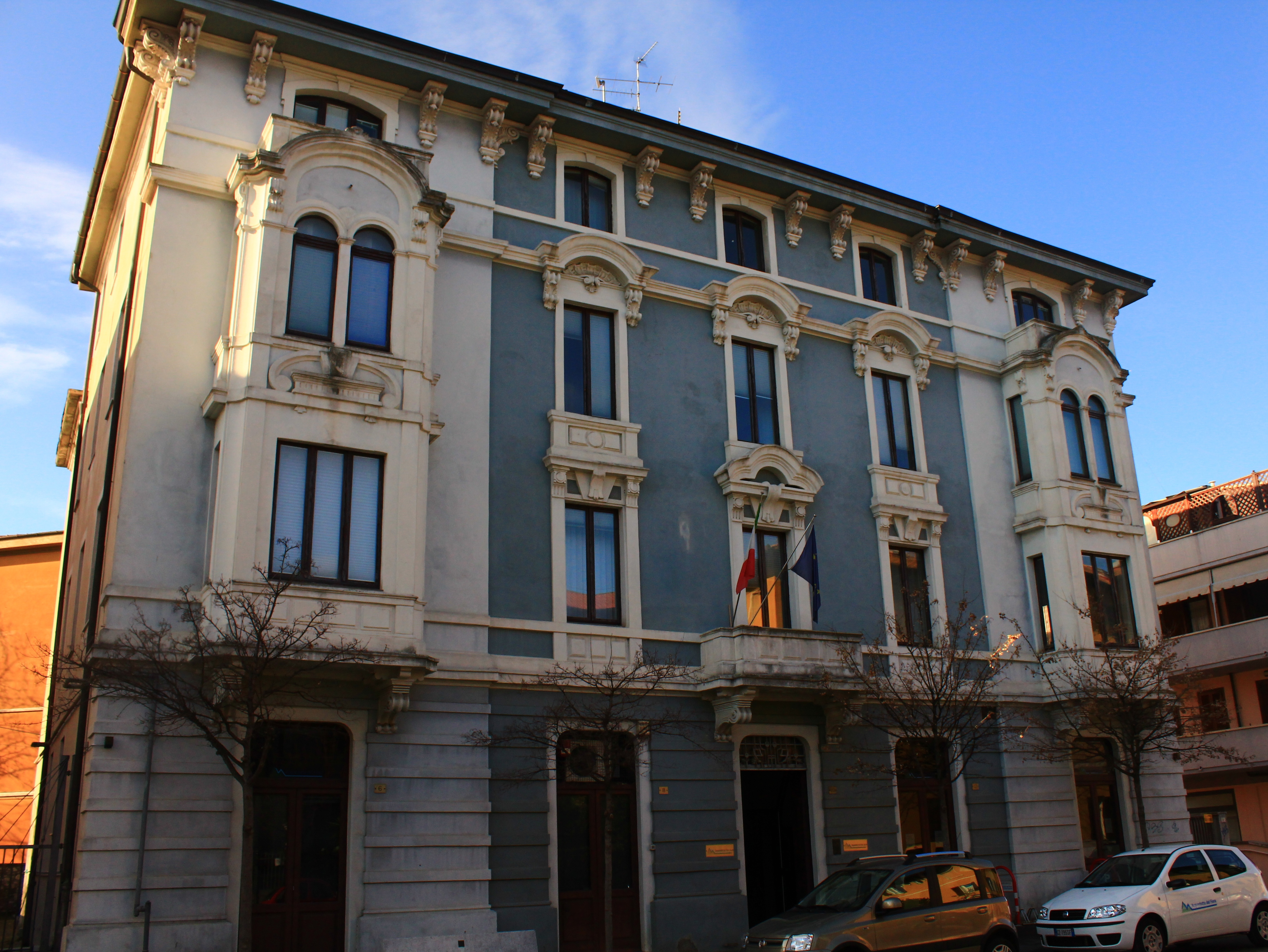
La palazzina Tempesti

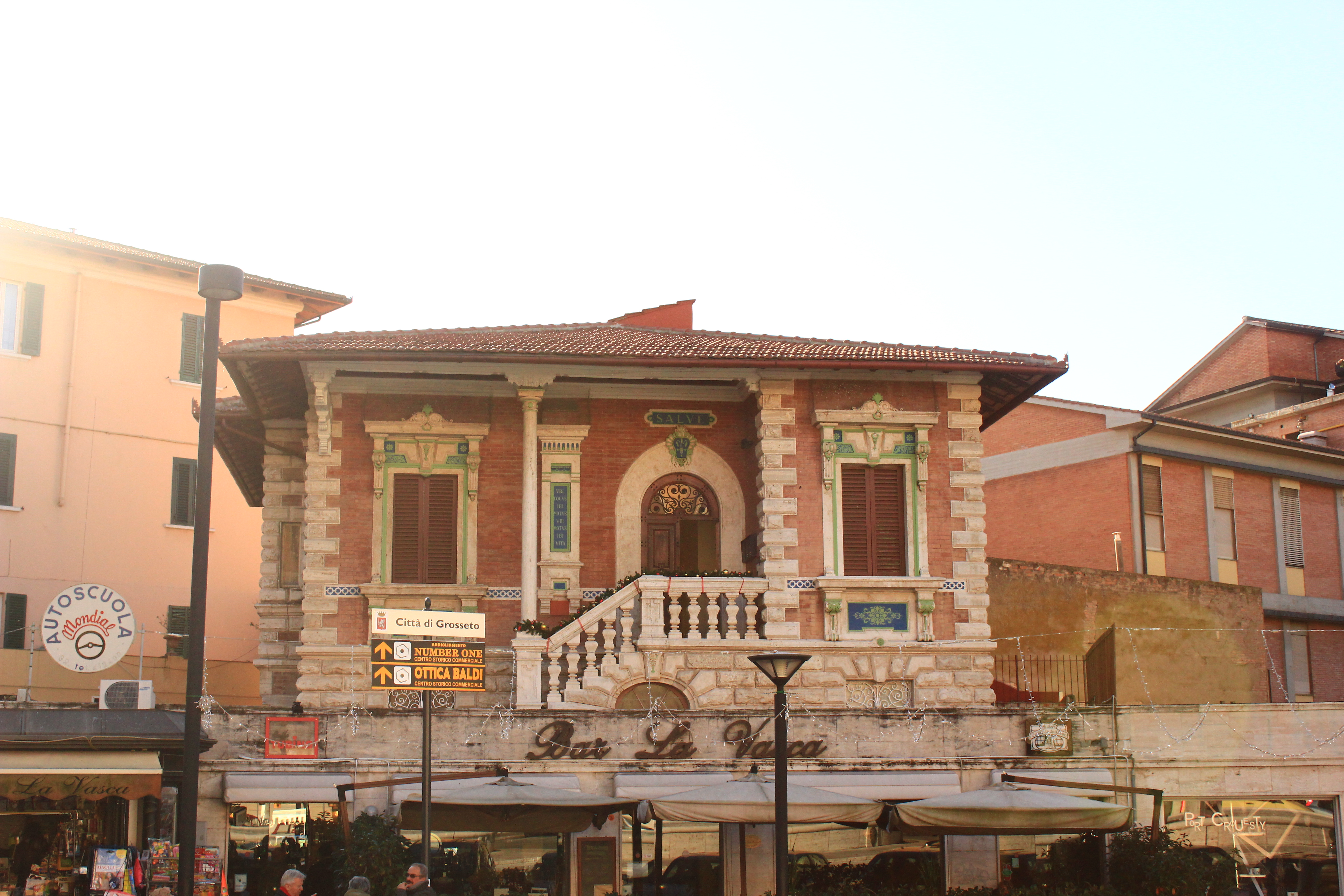
Villino Panichi

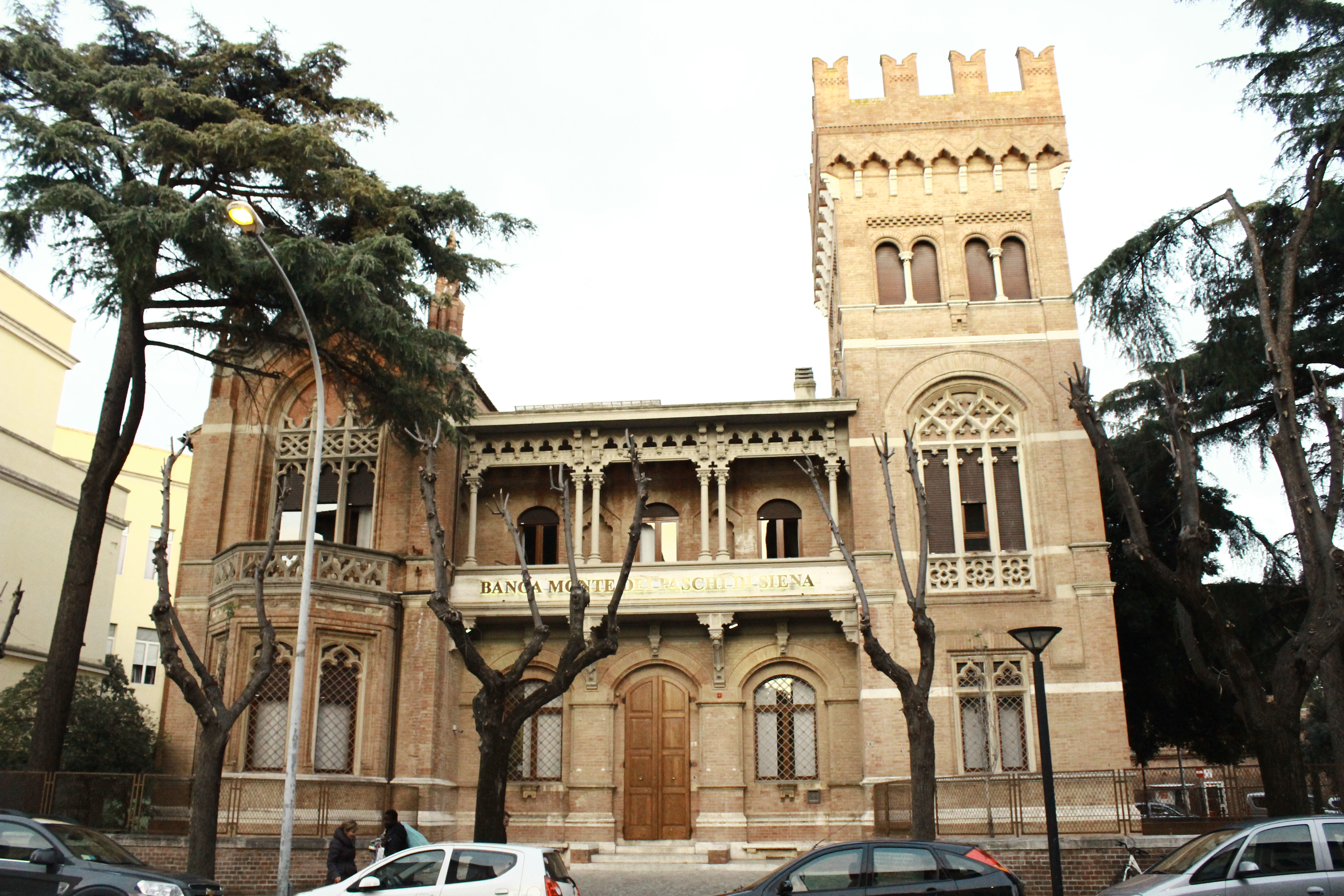
Villino Pastorelli

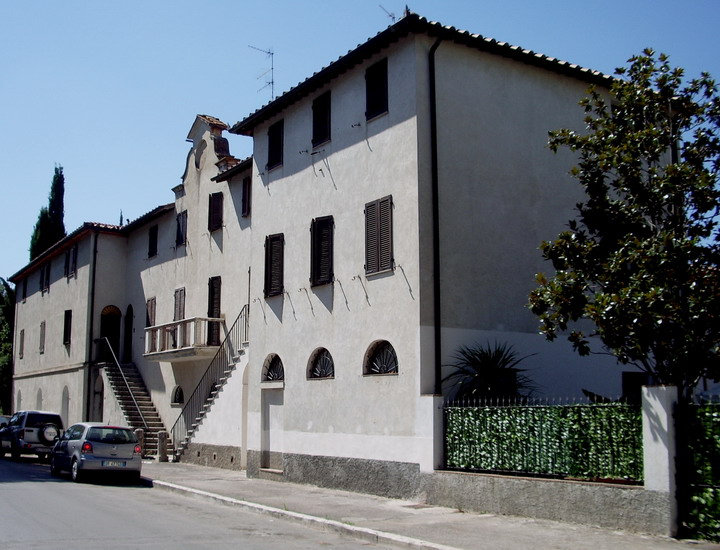
Villa Ricasoli (ex fattoria di Barbanella)

Fattoria Ricasoli
La fattoria di Gorarella, nota come fattoria Ricasoli, si trova oltre il ponte delle Quattro Strade e costituisce il primo edificio del moderno quartiere di Gorarella, nato solamente dopo il disegno urbanistico di Luigi Piccinato del 1966. Fu proprietà di Vincenzo Ricasoli a partire dal 1854. Dopo anni di abbandono, la fattoria, composta da due edifici storici, fu recuperata da una serie di interventi effettuati tra il 1999 e il 2007 sulla base di un progetto dello Studio Tecnico Cappelli Associati  (Giorgio, Roberto e Antonio Cappelli) e con la costruzione, nell'area intorno all'edificio, di un edificio residenziale per appartamenti e di una collana di ville mono o bifamiliari.
Palazzina Tempesti
La palazzina Tempesti, situata lungo viale Mameli, è stata costruita nel 1913 su progetto di Corrado Andreini per l'allora direttore del Monte dei Paschi. Si presenta in stile liberty e ospita la sede dell'Acquedotto del Fiora.
Scuola elementare Aristide Gabelli
La scuola elementare Aristide Gabelli è situata in via Sicilia. Si tratta di un edificio scolastico di interesse architettonico, costruito nel 1960 su progetto di Italo Gamberini.
Seminario vescovile
Il seminario vescovile, situato in via Ferrucci, è stato inaugurato ufficialmente il 14 maggio 1936. Attualmente ospita il centro di studi teologici, la scuola media paritaria Madonna delle Grazie e i licei paritari classico e scientifico Giovanni Chelli, la caritas diocesana, la casa d'accoglienza Casa Betania, una cappella per le funzioni religiose e la biblioteca Primo Gasbarri.
Villino Andreini
Il villino Andreini, situato lungo viale Mameli, è stato realizzato nel 1909 su progetto di Corrado Andreini come sua personale abitazione. L'edificio, in stile liberty, è stato sopraelevato di un piano nel 1926, su progetto di Corrado Costa, quando fu adibito a sede dell'Ispettorato per la Maremma Toscana.
Villino Panichi
Il villino Panichi è situato su piazza della Vasca all'incrocio con via IV Novembre ed è stato costruito su progetto dell'architetto Lorenzo Porciatti nel 1900. La denominazione gli è stata conferita dalla famiglia che vi risiedeva inizialmente. Il villino era originariamente separato dall'area della piazza da un muro con cancellata in ferro decorata con motivi floreali: sia il muro che la cancellata furono demoliti nel secondo dopoguerra e al loro posto realizzato un basso edificio, oggi sede di alcune attività commerciali, la cui forma convessa va a ricalcare il perimetro della piazza. Il villino si caratterizza per elementi di tipo neorinascimentale che ben si adattano alle decorazioni e agli ornamenti in stile liberty.
Villino Pastorelli
Il villino Pastorelli, situato in via IV Novembre, è stato costruito tra il 1908 e il 1913 su progetto di Lorenzo Porciatti per l'agricoltore e proprietario terriero Giuseppe Millanta. Successivamente passò di proprietà all'avvocato Pastorelli, che qui aprì il suo studio legale, il quale conferì all'edificio la denominazione che porta ancora oggi. Tra il 1942 e il 1943 fu poi proprietà della famiglia Marangoni che lo adattò ad albergo-ristorante con pista da ballo. Nel secondo dopoguerra fu acquistato dalla Banca Nazionale dell'Agricoltura ed in tempi recenti dal Monte dei Paschi di Siena. Si presenta in uno stile neogotico con torri merlate medievaleggianti.
Villino Scannerini
Il villino Scannerini, già Nieri, è situato lungo viale Mameli, all'angolo con via Trento, ed è stato realizzato nel 1926 su progetto dell'ingegnere Francesco Pistelli. Si presenta in stile neoclassico.
Villa Ricasoli
La fattoria di Barbanella, nota come villa Ricasoli, situata in via Giacosa, è un'architettura di origine tardo-settecentesca, proprietà del barone Bettino Ricasoli a partire dal 1855. Primo edificio del quartiere Barbanella, sviluppatosi intorno ad esso soltanto nel XX secolo, si presenta suddiviso in più unità abitative.
Villa Sugherella
La villa Sugherella costituisce la villa padronale dell'ex tenuta della Sugherella, documentata sin dal XVII secolo, e inglobata nel tessuto urbano dalla città con la costruzione della zona 167 Nord (1979-1985). Di proprietà della famiglia Sgherri, l'edificio mantiene il proprio aspetto di casa padronale, con un ampio giardino alberato che la nasconde e la tiene isolata dal resto del quartiere; la struttura agricola adiacente, ex fattoria, è stata ristrutturata nel 2012 per ricavarne appartamenti e integrata in una lottizzazione residenziale.
Altri edifici notevoli
- Albergo San Lorenzo, situato in via Piave, è una storica struttura alberghiera della città, costruita tra il 1938 e il 1939 su progetto di Umberto Tombari.
- Casa della Madre e del Bambino, situata lungo viale Sonnino, già sede dell'Opera nazionale maternità e infanzia, è stata progettata da Ernesto Ganelli e inaugurata il 28 ottobre 1934.
- Casa di riposo Francesco Ferrucci, situata in viale Ferrucci, è stata inaugurata nel 1929.
- Caserma Luigi Canzanelli, edificata in piazza Lamarmora tra il 1938 e il 1941 su progetto di Giovanni Welby, ospita la sede provinciale dell'Arma dei Carabinieri.
- Palazzina Favi, uno dei primi villini privati in stile eclettico di Barbanella, risale agli anni venti del XX secolo ed è situato in via Etruria.
- Palazzo degli Uffici Finanziari, situato in piazza Ferretti, che si apre su via Roma, è stato costruito tra il 1974 e il 1978 per volere della C.C.I.A. di Grosseto, su progetto di Mario Luzzetti.[42]
- Palazzo della Procura, situato in via Monterosa, è stato progettato da Mario Luzzetti e costruito nel 1982.
- Palazzo della Questura, situato presso il centro servizi di Stato, è stato progettato da Carlo Quintelli e inaugurato nel 2007.
- Palazzo del Pidocchino, edificio in stile liberty situato tra via Tripoli e via Oberdan, è stato sede dello storico cinema "Principe Umberto", detto "Pidocchino", inaugurato nel 1927.[43]
- Palazzo INAM (poi ASL), situato in via Don Minzoni, è stato realizzato dall'Istituto nazionale per l'assicurazione contro le malattie tra il 1948 e il 1950, su progetto di Umberto Tombari.[44]
- Palazzina Francini, situata lungo viale Matteotti, è stata costruita nel 1931 su progetto dell'ingegnere Ernesto Ganelli come abitazione di Metello Francini, direttore dell'ospedale Misericordia di Grosseto.[45] Si presenta in stile eclettico con accezioni neorinascimentali.
- Palazzo La Valle, situato lungo viale Mameli, è stato costruito tra il 1921 e il 1923 su progetto dell'ingegnere Ernesto La Valle.
- Palazzo INAIL, situato lungo viale Mameli, è stato edificato tra il 1947 e il 1948 su progetto dell'architetto Luigi Ciarlini dell'Ufficio tecnico del Comune.[46]
- Palazzo INCIS, situato lungo viale Sonnino, è stato costruito tra il 1929 e il 1931 su progetto di Pietro Sodi e direzione dei lavori di Giovanni Welby, per accogliere le famiglie degli impiegati statali.
- Palazzo dell'ex GIL (Gioventù Italiana Littoria), situato lungo viale Sonnino, è stato costruito nel 1935 e si presenta in stile razionalista.
- Palazzo SEM (poi ENEL), costruito tra il 1948 e il 1950 su progetto di Umberto Tombari, è situato all'angolo tra via Crispi e via Bonghi, è stato la sede della Società Elettrica Maremmana.[47]
- Palazzo Tripoli, costruito nel 1915 su progetto di Lorenzo Porciatti, è uno dei principali edifici di Borgo Tripoli, coevo alla nascita dell'omonimo sobborgo fuori dalle mura cittadine.
- Silo del Consorzio Agrario, imponente silo del Consorzio Agrario Provinciale, fornito di attrezzature agricole, nei pressi della ferrovia. Costruito nel 1933, è alto 31,65 metri.

## Frazioni e località
Alberese

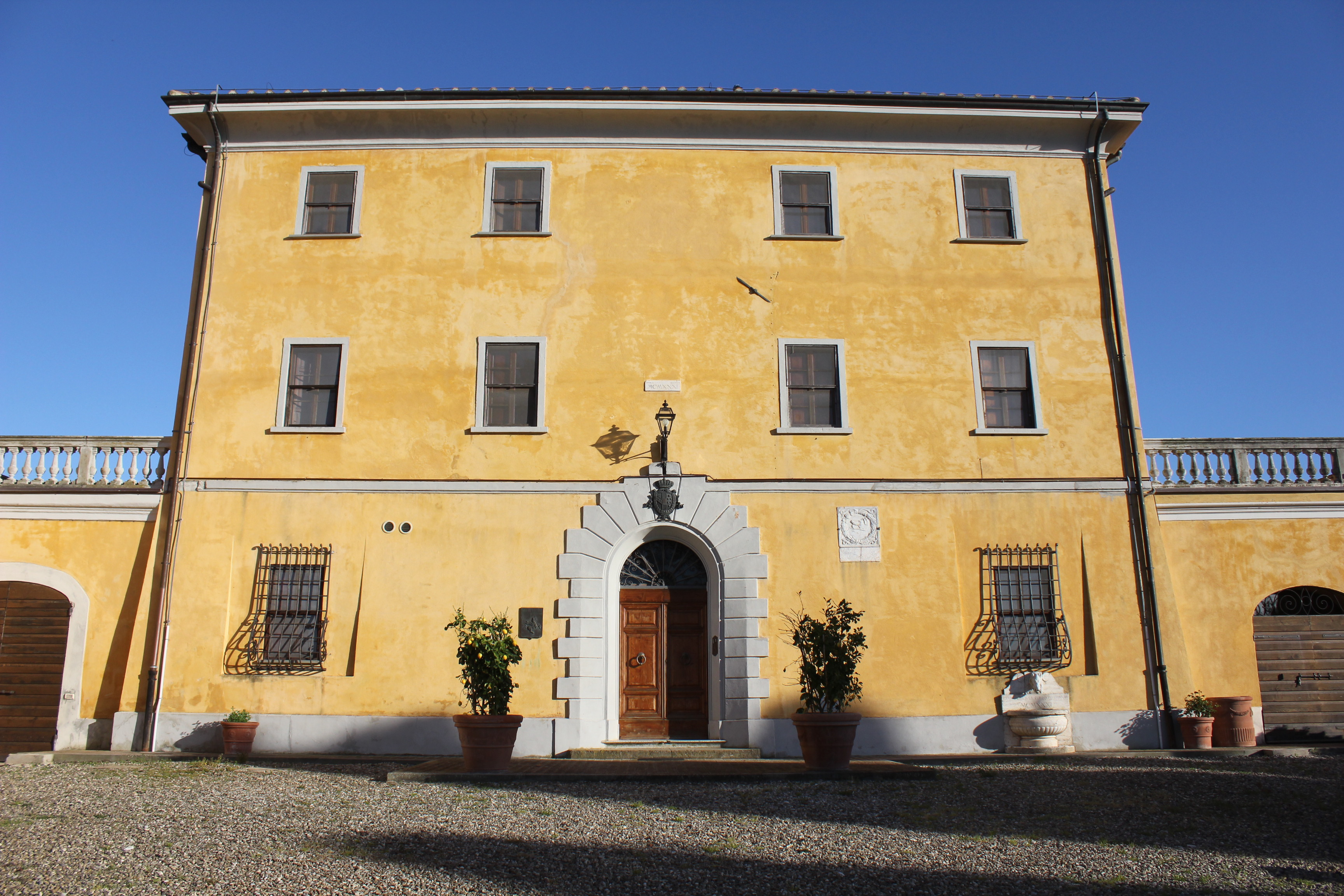
La villa granducale di Alberese

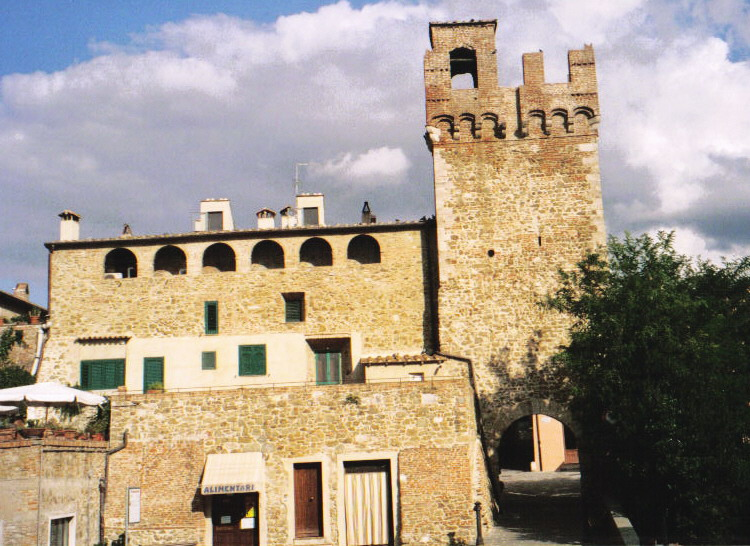
Il palazzo di Giustizia e la Porta Grossetana di Istia d'Ombrone

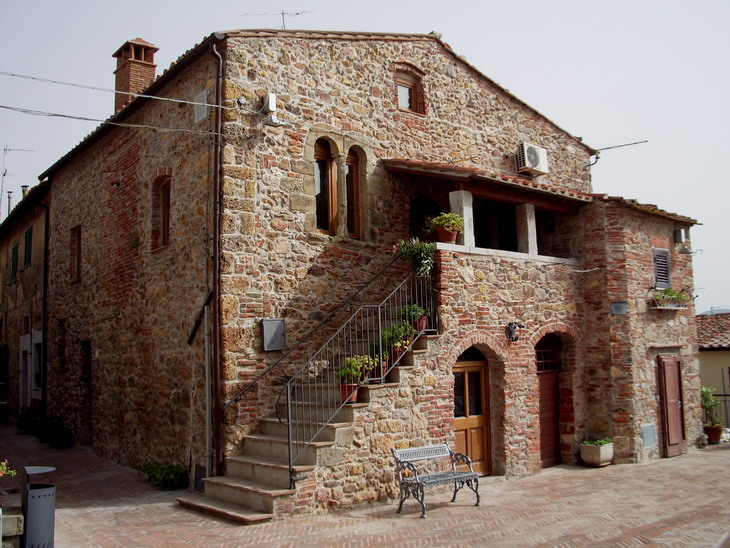
Il palazzo dei Priori di Montepescali

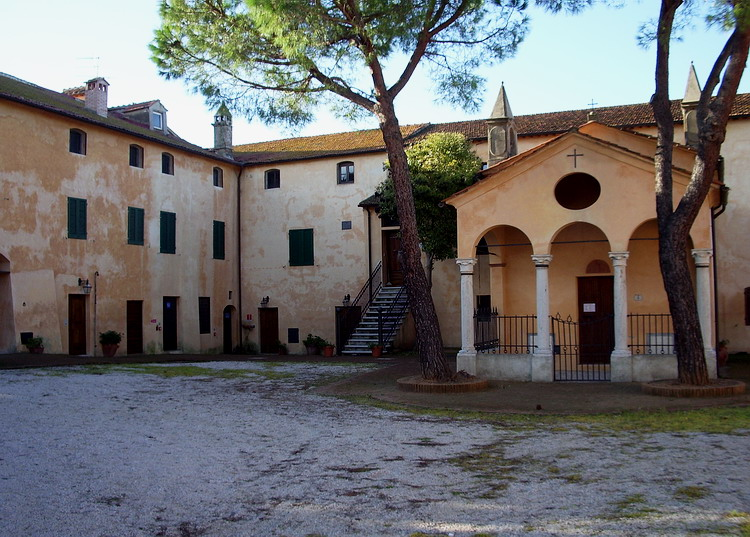
Il cortile interno della fattoria della Grancia

- Villa granducale di Alberese, situata su un'altura che domina il borgo, nel parco naturale della Maremma, è stata edificata nel corso del XV secolo come sede dell'Ordine dei cavalieri di Malta. Divenuta successivamente dimora granducale, subì sostanziali lavori di ristrutturazione nel corso del XVIII secolo, che trasformarono l'antico edificio in villa-fattoria, per opera dei Lorena.

Batignano
- Palazzo di Giustizia, conosciuto anche come palazzo Iacometti, si affaccia lungo via dell'Orologio. Di origini trecentesche, ospitava in passato la sede del tribunale di Batignano.
- Loggia della Porta Grossetana, loggiato duecentesco con colonne circolari di epoca romana recuperate dalla vicina città di Roselle.

Istia d'Ombrone
- Palazzo di Giustizia, antica sede del podestà, fu costruito nel corso del XV secolo inglobando nella parete esterna un tratto della cinta muraria. Presenta un loggiato a sei ordini.

Marina di Grosseto
- Colonia marina Giovambattista Bodoni
- Colonia marina Giuseppina Saragat
- Colonia marina San Rocco
- Colonia marina Villa Gaia
- Stabilimento La Rotonda

Montepescali
- Cassero Senese, edificato in epoca medievale, include anche la torre dell'orologio e costituiva originariamente il convento e la chiesa di Santa Cecilia. Soppresso e trasformato prima in rocca aldobrandesca e poi in cassero dai Senesi, che in seguito lo ristrutturarono adibendolo a palazzo di giustizia.
- Palazzo dei Priori, di origini medievali, era la sede del libero comune di Montepescali; perduta l'autonomia, l'edificio fu venduto ai privati che, nelle epoche successive, hanno effettuato vari interventi di ristrutturazione che ne hanno alterato l'aspetto, pur mantenendo alcuni elementi stilistici del periodo di costruzione.
- Palazzo Grottanelli, di origini duecentesche, è situato lungo l'omonima via del centro storico di Montepescali. Si articola su tre livelli e presenta sulla facciata uno stemma dello spedale di Santa Maria della Scala di Siena.
- Palazzo Lazzeretti, di origini medievali, si affaccia su piazza Gramsci a Montepescali. Articolato su due livelli, presenta un porticato al pian terreno ed un loggiato al piano superiore, frutto di un probabile intervento di ristrutturazione di epoca tardorinascimentale.
- Palazzo Guicciardini Corsi Salviati, di epoca duecentesca, si presenta imponente articolandosi su tre livelli lungo la via Corsi Salviati a Montepescali. Di proprietà della medesima famiglia, è stato recentemente restaurato e riportato agli antichi splendori.

Roselle
- Villa Passerini: la costruzione della villa ebbe inizio nel 1838, nei pressi delle terme leopoldine, per iniziativa dell'ingegnere Filippo Passerini, ma i lavori trovarono una conclusione solamente nel 1865, per opera del figlio Pietro, che vi aggiunse due ampie stalle. Durante i lavori furono rinvenuti i resti di un edificio di età romana del II secolo d.C.. Una colonna romana qui rinvenuta è stata posizionata di fianco al duomo di Grosseto.

Fattorie rurali
- Fattoria della Grancia, situata nell'omonima località oltre il fiume Ombrone a sud-est del capoluogo, sorse in epoca medievale come fattoria fortificata ("grangia") che, in epoca rinascimentale, passò alle dipendenze dello spedale di Santa Maria della Scala di Siena. Nel tardo Cinquecento i Medici cedettero il complesso allo spedale della Misericordia di Grosseto, mentre la gestione fu affidata ai francescani. Dopo l'abbandono nella metà del XVIII secolo, nel corso del secolo successivo i baroni Ricasoli di Firenze acquistarono la struttura e la trasformarono in fattoria.
- Fattoria del Commendone
- Fattoria del Poggiale
- Fattoria di Principina
- Fattoria di San Lorenzo
- Fattoria di San Mamiliano

## Palazzi scomparsi
- Palazzo dei Priori, edificio pubblico di origini medievali che si affacciava sul lato occidentale di piazza Dante di fronte al sagrato della cattedrale di San Lorenzo. La sua demolizione avvenne nel 1937 e, nel 1948, fu costruita al suo posto Palazzo Alben.
- Palazzo Cosimini, edificio in stile neoclassico sede della ditta di attrezzature agricole Cosimini, è stato demolito per permettere la costruzione del Complesso Polifunzionale.
- Foro Boario, imponente complesso architettonico di grande interesse storico-artistico, è stato realizzato nel 1957 su progetto di Mario Luzzetti. Da anni in stato di abbandono, è stato scioccamente demolito il 2 maggio 2012 per lasciare spazio ad una nuova area residenziale e di servizi.
- Palazzo Vescovile di Istia d'Ombrone, noto anche come palazzo di San Salvatore, costituiva la residenza dei vescovi grossetani.
- Spedale dei Battenti a Istia d'Ombrone, era una struttura fortificata risalente al XIII secolo, divenuta sede dell'omonimo spedale dalla fine del XV secolo.